# Joseph Hubert Hart
Joseph Hubert Hart (Kansas City, 26 settembre 1931 – Cheyenne, 23 agosto 2023) è stato un vescovo cattolico statunitense.

## Biografia
Monsignor Joseph Hubert Hart è nato a Kansas City, in Missouri, il 26 settembre 1931 da Hubert Hart e Kathryn (nata Muser). Suo fratello James era un prete della diocesi di Kansas City-Saint Joseph e sua sorella Rosemary erano direttrice delle risorse umane all'Agenzia per la protezione dell'ambiente.

### Formazione e ministero sacerdotale
Ha frequentato la St. Peter's Grade School dal 1936 al 1944 e la Bishop Hogan High School dal 1944 al 1948. Ha compiuto gli studi per il sacerdozio al Rockhurst College e al seminario dell'arciabbazia di Saint Meinrad.
Il 1º maggio 1956 è stato ordinato presbitero per la Kansas City da monsignor John Patrick Cody. In seguito è stato vicario parrocchiale della parrocchia degli Angeli Custodi dal 1956 al 1962, vicario parrocchiale della parrocchia della Visitazione dal 1962 al 1966, vice-cancelliere vescovile dal 1964 al 1969, cooperatore della parrocchia di Santa Teresa dal 1966 al 1968 e di quella di San Giacomo dal 1968 al 1969. Dal 1969 alla nomina episcopale è stato parroco della parrocchia di San Giovanni Francesco Régis. Ha anche insegnato alla Bishop Lillis High School, alla Loretto Academy e alla St. Pius X High School.

### Ministero episcopale
Il 1º luglio 1976 papa Paolo VI lo ha nominato vescovo ausiliare di Cheyenne e titolare di Timida Regia. Ha ricevuto l'ordinazione episcopale il 31 agosto successivo dal vescovo di Cheyenne Hubert Michael Newell, co-consacranti il vescovo di Kansas City-Saint Joseph Charles Herman Helmsing e quello di Jefferson City Michael Francis McAuliffe. Come vescovo ausiliare ha prestato servizio come vicario generale e parroco della parrocchia di San Patrizio a Casper.
Il 25 aprile 1978 lo stesso papa Paolo VI lo ha nominato vescovo di Cheyenne. Ha preso possesso della diocesi il 12 giugno successivo con una messa nella cattedrale di Santa Maria. Durante il suo episcopato ha istituito l'annuale appello del vescovo e ordinato 25 sacerdoti. È stato inoltre un membro attivo della Conferenza dei vescovi cattolici degli Stati Uniti ed è stato eletto presidente della Conferenza episcopale della Regione XIII che comprende gli stati di Arizona, Colorado, Nuovo Messico e Wyoming per sei anni.
Il 26 settembre 2001 papa Giovanni Paolo II ha accettato la sua rinuncia al governo pastorale della diocesi.
Nel 1989 e nel 1992 la diocesi di Kansas City-Saint Joseph ha ricevuto accuse secondo cui monsignor Hart avrebbe abusato sessualmente di giovani ragazzi nei primi anni settanta, quando era ancora un prete del Missouri. Il vescovo si è offerto volontario per recarsi in una struttura residenziale in Arizona per una valutazione psichiatrica, che in seguito ha concluso che "non sembra essere una minaccia per sé stesso o per gli altri a nessun livello". Le accuse sono state riferite al nunzio apostolico e alla Conferenza episcopale, ma non sono state rivelate al pubblico fino al gennaio del 2002. Monsignor Hart ha negato "categoricamente e completamente"  e accuse, che ha definito "infondate fonti di grande dolore e imbarazzo".
Nel 2002 è stato accusato di aver ripetutamente costretto a spogliarsi un ragazzo di 14 anni nel 1977, quando era vescovo ausiliare. È stato prosciolto da quelle accuse nel luglio dello stesso anno. Nel 2004 è stato citato in una causa civile con l'accusa di aver abusato sessualmente di tre bambini mentre prestava servizio a Kansas City e successivamente a Cheyenne. Nel 2005 una quinta persona lo ha denunciato per abusi avvenuti nel 1973 o nel 1974, quando l'accusatore era un parrocchiano dodicenne della parrocchia di San Giovanni Francesco Régis.
Nell'agosto del 2008 la diocesi di Kansas City-Saint Joseph ha pagato 10 milioni di dollari di risarcimento a un gruppo di 47 vittime che citavano il vescovo Hart tra gli altri 12 sacerdoti responsabili di aver abusato di loro.
Nell'agosto del 2019 la polizia di Cheyenne ha raccomandato l'archiviazione delle accuse penali contro monsignor Hart. Altre quattro persone del Wyoming e del Missouri lo avevano accusato di aver abusato sessualmente di loro, portando il totale delle accuse di abuso sessuale contro Hart a più di una dozzina. È stato reso noto che nel giugno del 2019 papa Francesco aveva autorizzato un processo penale canonico anche contro il vescovo Hart. Il 28 agosto 2019 è stato annunciato che una casa di proprietà di monsignor Thomas O'Brien sul lago Viking nel Missouri sarebbe stato un luogo frequente in cui sia Hart sia O'Brien avrebbero abusato sessualmente di bambini, con la sorella di O'Brien che aiutava a coprire gli episodi di abuso. O'Brien è morto nel 2013 mentre stava affrontando azioni legali intentate da sei delle sue vittime e poco prima della sua morte, aveva accettato di pagare un risarcimento di oltre 2 milioni di dollari alla famiglia di una vittima che si era suicidata.
È morto a Cheyenne il 23 agosto 2023 all'età di 91 anni.

## Genealogia episcopale
La genealogia episcopale è:
- Cardinale Scipione Rebiba
- Cardinale Giulio Antonio Santori
- Cardinale Girolamo Bernerio, O.P.
- Arcivescovo Galeazzo Sanvitale
- Cardinale Ludovico Ludovisi
- Cardinale Luigi Caetani
- Cardinale Ulderico Carpegna
- Cardinale Paluzzo Paluzzi Altieri degli Albertoni
- Papa Benedetto XIII
- Papa Benedetto XIV
- Papa Clemente XIII
- Cardinale Bernardino Giraud
- Cardinale Alessandro Mattei
- Cardinale Pietro Francesco Galleffi
- Cardinale Giacomo Filippo Fransoni
- Cardinale Carlo Sacconi
- Cardinale Edward Henry Howard
- Cardinale Mariano Rampolla del Tindaro
- Cardinale Rafael Merry del Val
- Cardinale Tommaso Pio Boggiani, O.P.
- Arcivescovo John Timothy McNicholas, O.P.
- Arcivescovo Urban John Vehr
- Vescovo Hubert Michael Newell
- Vescovo Joseph Hubert Hart